# Symphony X
Symphony X — американский музыкальный коллектив, работающий в жанрах прогрессив-метал и пауэр-метал. Был основан в 1994 году в Нью-Джерси гитаристом Майклом Ромео. Их альбомы The Divine Wings of Tragedy и V: The New Mythology Suite вызвали существенный интерес к группе среди прогрессив-металического сообщества. Они также добились большего коммерческого успеха с альбомом 2007 года Paradise Lost; альбом 2011 года Iconoclast занял самые высокие позиции в чартах и имел самые высокие продажи за первую неделю в истории группы.
Самый последний альбом группы, Underworld, вышел 24 июля 2015 года.

## История

### 1994—1995: Первые два альбома
В начале 1994 года Майкл Ромео сделал демозапись под названием The Dark Chapter, в которой также принял участие клавишник Майкл Пиннелла. Эта запись привлекла некоторое внимание. Затем к коллективу присоединились басист Томас Миллер, барабанщик Джейсон Рулло и вокалист Род Тайлер. В том же году был записан одноимённый альбом, Symphony X, который вышел в Японии на студии Zero Corporation Label. Он был тепло принят в Японии и отчасти в Европе. Второй альбом группы, The Damnation Game, вышел через полгода и был записан уже с новым вокалистом, Расселом Алленом. Эта работа отмечена добавлением симфонических элементов, что повлияло на индивидуальный стиль группы.

### 1997: АльбомThe Divine Wings of Tragedy
The Divine Wings of Tragedy был первым альбомом, принесшим Symphony X некоторую известность в хеви-металических кругах. На запись альбома ушло довольно много времени, она началась в 1996-м и продолжилась в 1997-м году. Благоприятные отзывы специализированной прессы способствовали укреплению известности Symphony X в Европе, а также в Японии.

### 1998: АльбомTwilight in Olympus
В конце 1997 и начале следующего года Джейсон Рулло, барабанщик группы, не участвовал в делах коллектива по личным причинам. Его временно заменил Томас Уоллинг. С этим временным барабанщиком группа записала альбом Twilight in Olympus, вышедший в начале 1998 года. В этом же году состоялись и первые выступления группы, собиравшие поклонников со всего мира. Первое официальное шоу состоялось в 1998 году в Японии, после которого последовало мировое турне. Басист Томас Миллер покинул группу, на время тура его заменил Энди ДеЛука, а затем на постоянной основе - Майкл Лепон.
Альбом-сборник Prelude to Millennium вышел в конце 1998 года. В качестве дополнительного трека он содержал вторую версию песни Masquerade с первого альбома, где пел Рассел Аллен.

### 2000: АльбомV: The New Mythology Suite
Для записи альбома V: The New Mythology Suite, выпущенного в 2000 году, в группу за барабаны вернулся Джейсон Рулло. Это был первый релиз группы, вышедший на известной прогрессивной студии InsideOut Music. Этот альбом был первым концептуальным альбомом группы, а его сюжетом является миф об  Атлантиде. В альбом входят такие, ставшие классическими, композиции, как Communion and the Oracle, Egypt и мини-сюита Rediscovery, а также фрагменты классической музыки.
Сразу после выпуска этого альбома группа отправилась в тур по Европе, где и был записан их первый живой альбом Live on the Edge of Forever.

### 2002: АльбомThe Odyssey
В 2002 году группа выпустила альбом The Odyssey, содержащий музыкальную интерпретацию греческой поэмы Одиссея продолжительностью 24 минуты.
В 2004 году клавишник коллектива Майкл Пиннелла выпустил соло-альбом Enter By the Twelfth Gate. А сольный дебют вокалиста коллектива, Рассела Аллена, вышел летом 2005 года под названием Atomic Soul. В этом альбоме Аллен взял отличное от стилистики Symphony X музыкальное направление, оцениваемое многими, в том числе и самим Алленом, как альбом в стиле хард-рок. Также в 2005 году, совместно с бывшим вокалистом группы Masterplan Йорном Ланде Аллен приступил к записи альбома The Battle в рамках общего проекта Allen/Lande. Также впоследствии ими был записан альбом The Revenge, вышедший 11 мая 2007 года.
В 2005 году Symphony X участвовали в Gigantour, летнем фестивале, возглавляемом группами Megadeth, Dream Theater и Anthrax. По завершении фестиваля две композиции Symphony X вошли в DVD-диск и набор CD, которые были выпущены в сентябре 2006 года.

### 2007: АльбомParadise Lost
В 2007 году был записан концептуальный альбом Paradise Lost, навеянный одноименной эпической поэмой Джона Мильтона. Он был записан в студии Майкла Ромео и вышел в 26 июня 2007 года. По мнению группы, в музыкальном плане эта работа обладает наиболее тяжелым звучанием. Впервые для группы в альбом входит также особый DVD с подборкой видео, снятого на протяжении истории группы, который доступен в магазинах f.y.e. Выпуск альбома был согласован с 14-месячным мировым турне, давшим возможность поклонникам коллектива по всему миру увидеть группу живьем. Группа проехала по всей Европе совместно с Dream Theater, посетила Японию, Австралию, страны юго-восточной Азии, среднего востока, а также Индию.
Альбом Paradise Lost попал на 123 место чарта Top 200 журнала Billboard, а за первую неделю было продано 6,300 копий.
На песни «Serpent’s Kiss» и «Set the World on Fire» были сняты первые видеоклипы группы.

### 2011: альбом Iconoclast
В ноябре 2009 года группа подписалась на европейский лейбл Nuclear Blast, на котором группа запланировала выпустить новый альбом весной 2010 года.. Однако планам не суждено было сбыться. Работу над записью альбома Symphony X закончили только в феврале 2011 года. Альбом, получивший название "Iconoclast", вышел в июне 2011 года.

 
В его основе лежит идея о том, что машины захватывают контроль над всем, и что вся эта технология, которую мы внедряем в наше общество, ведет нас к гибели. Это история, с которой мы все уже знакомы, но мы её подали по-своему. Это не совсем линейная история. Это просто тема альбома, ей посвящены все песни, но они не связаны одной сюжетной линией – в них нет общих действующих лиц и всего такого, есть просто единая тема. Как у Pink Floyd на The Dark Side of the Moon, это тема темной стороны луны – одна песня рассказывает о смерти, другая о времени… Понимаете, о чём я?! У нас то же самое. Я никоим образом не сравниваю эти два альбома, не поймите меня неправильно, но что касается идеи или концепции, то концепция присутствует, но нет сюжетной линии, которая была на The Odyssey, где сама песня 'The Odyssey' и есть история
— Рассел Аллен

## Музыкальный стиль
В музыкальном плане Symphony X несколько похожи на другие прогрессивные команды, такие как Dream Theater, Fates Warning и Pain of Salvation. В их музыке много сложных ритмических фигур, а также встречаются элементы, свойственные жанру симфоник-метал.

## Студия Dungeon
Студия Dungeon размещается дома у композитора и гитариста Symphony X Майкла Ромео. Альбомы The Divine Wings of Tragedy и V: The New Mythology Suite были записаны в ней частично, а альбомы The Odyssey,  Paradise Lost и Iconoclast были полностью записаны и спродюсированы Майклом в ней. Группа вложила некоторую сумму денег на модернизацию студии, а также приобрела специальное программное обеспечение, позволяющее создавать богатые симфонические аранжировки для их песен.

## Состав

### Текущий состав
- Рассел Аллен (англ. Russel Allen) — лид-вокал (с 1995)
- Майкл Ромео (англ. Michael Romeo) — лид-гитара, бэк-вокал (с 1994)
- Майкл Пиннелла (англ. Michael Pinnella) — клавишные, бэк-вокал (с 1994)
- Майкл Лепон (англ. Michael Lepond) — бас-гитара, бэк-вокал (с 1999)
- Джейсон Рулло (англ. Jason Rullo) — ударные (1994—1997, с 2000)

### Бывшие участники
- Род Тайлер (англ. Rod Tyler Loiza) — лид-вокал (1994)
- Томас Миллер (англ. Thomas Miller) — бас-гитара, бэк-вокал (1994—1998)
- Энди ДеЛука (англ. Andy DeLuca) — бас-гитара (1998—1999, тур)
- Томас Уоллинг (англ. Thomas Walling) — ударные (1998—2000)
- Джон Макалузо (англ. John Macaluso) — ударные (2013, тур)

## Дискография

### Студийные альбомы
- Symphony X (октябрь 1994)
- The Damnation Game (6 ноября 1995)
- The Divine Wings of Tragedy (24 марта 1997)
- Twilight in Olympus (13 марта 1998)
- V: The New Mythology Suite (10 октября 2000)
- The Odyssey (5 ноября 2002)
- Paradise Lost (26 июня 2007)
- Iconoclast (17 июня 2011)
- Underworld (24 июля 2015)

### Концертные альбомы
- Live on the Edge of Forever (13 ноября 2001)

### Сборники и кавер-версии
- Prelude to the Millennium (15 декабря 1999)

### Видеоклипы
- «Serpent's Kiss» (2007)
- «Set the World on Fire» (2008)

### Синглы
- «Inferno (Unleash the Fire)» (2003)
- «Set the World on Fire» (2007)
- «Serpent's Kiss» (2007)
- «The End of Innocence» (2011)
- «Dehumanized» (2011)
- «Nevermore» (2015)
- «Without You» (2015)
- «Kiss of Fire» (2015)